# 衛氏朝鮮

衛氏朝鮮
朝鮮

紀元前108年頃の北東アジア

衛氏朝鮮（えいしちょうせん、前195年？-前108年）は、古代の朝鮮半島に存在した王朝である。燕（現代の中国河北省北部から遼寧省に跨る地域）の人衛満（『史記』及び『漢書』には名のみ「満」と記す。姓を「衛」と記すのは2世紀頃に書かれた王符の『潜夫論』以降）が朝鮮半島北部に建国したと伝わる。

## 歴史
歴史学的には衛氏朝鮮は先行する檀君朝鮮、箕子朝鮮とともにいわゆる古朝鮮の一つとして扱われる。
司馬遷の『史記』によれば衛氏朝鮮の建設は楚漢戦争から前漢初頭の中国の政治情勢と密接に関わっている。前漢の高祖の時代の前202年、燕王臧荼が反乱を起こして処刑され、代わって盧綰が燕王に封じられた。しかし漢で建国の功臣に対する粛清が進展する中で燕王盧綰にも謀反の嫌疑がかけられ、さらに高祖が死亡し呂后が政権を握ると、身の危険を感じた盧綰は前195年頃匈奴へと亡命した。この時、燕に仕えていた満（衛満）という人物が身なりを現地風にかえて浿水（浿水は議論があり、武田幸男は鴨緑江としている。一方、中国の研究者の通説では、浿水は清川江である）を渡り、徒党1,000人を率いて朝鮮へと逃れ国を建てたという。秦・漢の混乱期以来、朝鮮に逃げこんだ中国人は数万人にのぼっていたとされる。
ある伝説では朝鮮に渡った衛満は朝鮮王の準王に仕えて博士となり、その西部国境の守備にあたった。さらに衛満は燕・斉・趙からの亡命者を誘いいれて勢力を蓄え、前漢の攻撃から準王を守るためと偽って王都に乗りこみ、準王を襲撃した。準王は対抗することができず逃亡し、韓の地に至って韓姓を名乗り韓王を称するようになったとされている。この伝説はほぼ同時代の出来事として衛氏朝鮮を取り扱う『史記』には記されておらず、3世紀頃に成立した『魏略』に見えるものであり、後の楽浪郡時代に活躍する韓氏が自分たちの祖先を朝鮮王に結び付けようとして作り出した逸話であるとも言われる。
いずれにせよ、衛満は漢からの亡命者や現地民の在地勢力を糾合して朝鮮の地で一つの王国を成立させた。その都は王険城に置かれ、これは現在の平壌にあたる。衛氏朝鮮の支配する領域がどれほどの規模だったのかははっきりわからないが、日本の研究者田中俊明は「朝鮮半島西北部を支配したものと考えられるが、それ以上、広く支配をおよぼしたとは考えにくい」としている。衛満は漢の外臣となることを遼東太守に約し、一方で周辺の諸国を制圧して勢力を拡大していった。外臣となった衛氏は形式としては漢皇帝の臣下であり、外敵が漢に侵入するのを防ぎ、また漢へ入朝することを望む国があればそれを妨げてはならないことになっていた。しかし衛満が地位を確立するとすぐに周辺国を圧迫したことは漢側で問題となり、朝鮮征討が議論されるようになった。
文帝の時代には漢が実際に軍事行動に出ることはなかったが、前141年に武帝が即位し政権を握ると漢は対外積極策に転じ、朝鮮国に対しても強い姿勢を取るようになった。衛満の孫、衛右渠の代になると、漢の武帝は使者を派遣し衛右渠が周辺の国が漢に入朝することを妨げ、漢からの入朝を促されても応じないことを責めた。しかし、漢と朝鮮の交渉は失敗に終わり、漢の使者は案内役を務めた朝鮮の裨王の長を殺害して戻った。その後この使者が遼東の東部都尉に任命されると、衛右渠はこれを恨んで軍を派遣し彼を殺害したという。
武帝は翌前109年に左将軍荀彘、楼船将軍楊僕ら命じて50,000人と称する兵を水陸から朝鮮へと差し向けた（漢の衛氏朝鮮遠征）。衛右渠は遼東から侵入した漢軍を撃退し、斉から渤海を渡って王険城を攻撃した漢軍7.000も一時山中に追い散らすなど激しく抵抗した。しかし、朝鮮の臣下から脱落して漢に降るものが相次ぐようになり、翌年には衛右渠は大臣の尼谿相参の家臣によって殺害された。大臣の成巳はなおも王険城を堅守して漢軍に対抗したが、漢は最終的にすでに降伏していた右渠の子の衛長降と路人の子の最を差し向け、成巳を殺して降伏させた。朝鮮史研究者の武田幸男は、前漢が朝鮮に遠征したのは匈奴を牽制するためとしており、前漢が衛氏朝鮮を滅ぼしたとき、これを「匈奴の左臂を断った」と評している。杉山正明は、漢が衛氏朝鮮を征服した理由として、衛氏朝鮮が漢より匈奴の支配下にあり、その傍証として匈奴の「左賢王」「右賢王」用語が5世紀の百済においてもなお使用されている事実を挙げている。
こうして衛氏朝鮮は滅亡して、故地には楽浪郡、真番郡、臨屯郡、玄菟郡の漢四郡が置かれ漢の領土となった。『史記』朝鮮伝は、「遂に朝鮮を定め、四郡と為す」と記した。

## 体制

### 国名
「衛氏朝鮮」という名は後世、箕子朝鮮や李氏朝鮮と区別するための便宜上の名である。『史記』は単に「朝鮮」とよぶが、この名も当時すでに国名が不明になっていたので司馬遷が地名を借りて表現したまでで、彼らが自称した国名ではない。

### 王
衛氏朝鮮は三代続いたと伝えられるが二代目の王の名は不明である。建国者衛満の実際の出自については明確に理解されてはいない。燕の貴族の出自である可能性が高く、燕太子丹の成員の一員あるいは遼東地方の有力な豪族であり、遼東で敗れた燕太子丹の軍隊と住民を引き継ぎ、在地的豪族に発展したとも言われるが、衛満、衛右渠の姓である「衛」は『史記』や『漢書』には見られず、ただ「満」「右渠」とのみ記されており「衛」という姓が文献史料に記されるのは後漢代の『潜夫論』からである。このことから満には元来姓がなく、従って漢人・燕人ではなく燕に仕えていた朝鮮の人であるとする見解もある。朝鮮史を概観する際には燕人の衛満という表現で言及されるのが一般的である。

### 国制
衛氏朝鮮の国制は、前漢の制度を元にしてある程度整っていたらしく、朝鮮王のもとに「稗王」「太子」がおり、「大夫」「大臣」「相」「将軍」が合議して国家運営にあたり、「博士」なども任命された。「相」の中には「朝鮮相」と「尼谿相」がいたので他の「相」も「○○相」の略称と思われる。合議メンバー4人組の朝鮮相路人、朝鮮相韓陰、尼谿相参、将軍王唊の4人の素性から、路人と韓陰は「朝鮮相」で、王唊は朝鮮の将軍であり、政治と軍事を分担していた。韓陰と王唊は、王・韓の姓氏から、中国からの亡命者、或いは中国からの亡命者ゆかりの人物であり、路人も中国からの亡命者或いは中国からの亡命者ゆかりの人物だった。参は、1人だけ姓氏を持たず、「朝鮮相」ではなく、在地の根拠地の尼谿の「相」であり、衛氏朝鮮はこれら含みながら、緩やかに連携した連合国家だった。